# 科麗納門

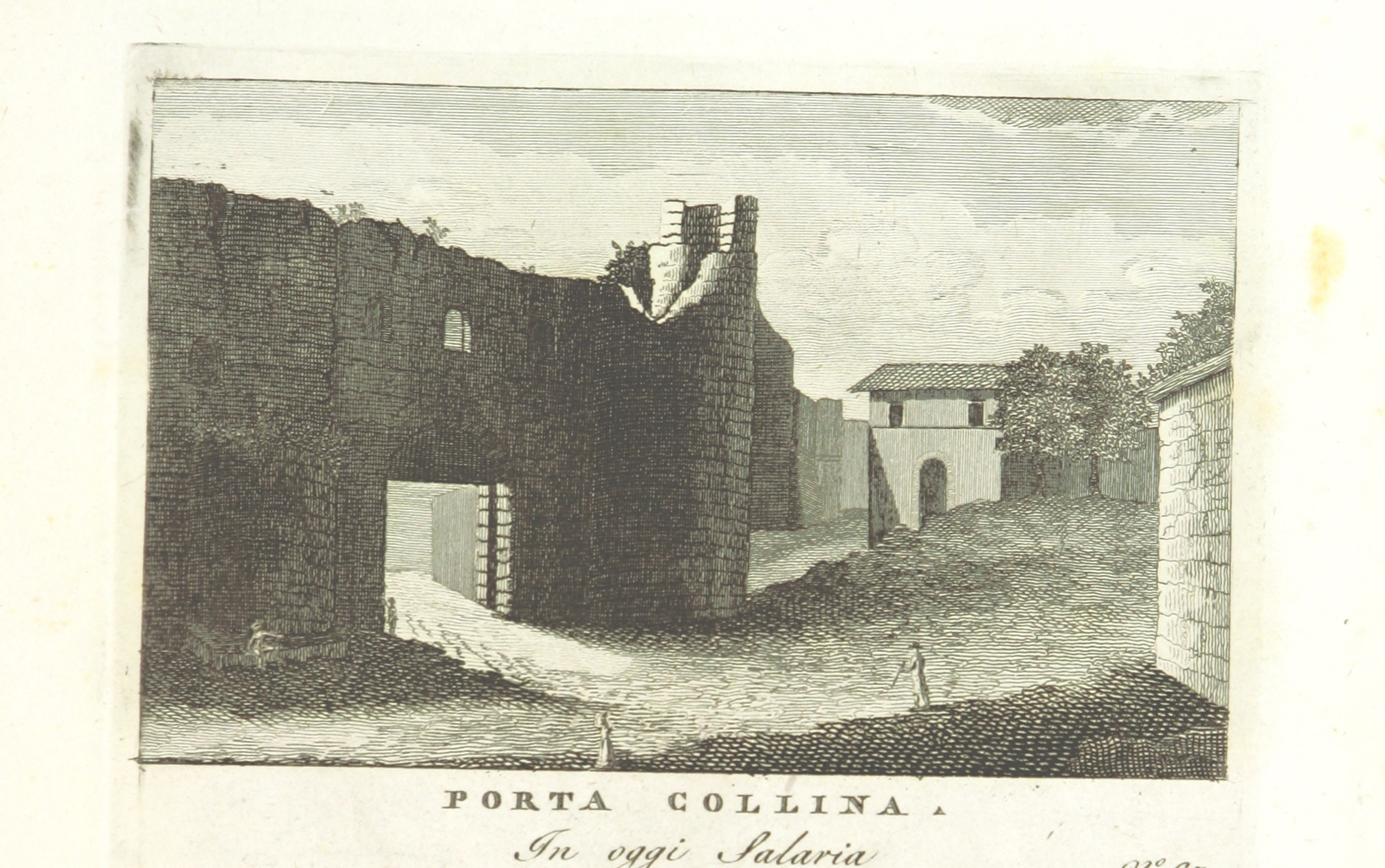
科麗納門

科麗納門（Porta Collina）是古羅馬的地標之一，由塞爾維烏斯·圖利烏斯修建。該城門也是塞維安城牆的最北端。